# Шилов, Александр Александрович
Алекса́ндр Алекса́ндрович Ши́лов (род. 24 марта 1974, Москва) — российский художник-пейзажист, академик Российской академии художеств. Заслуженный художник Российской Федерации (2019). Заслуженный художник Республики Дагестан (2016). Народный художник Чеченской Республики (2015).

## Биография
Родился в Москве, 24 марта 1974 года, в семье художников. Мать — Светлана Гениевна Фоломеева, отец — Александр Максович Шилов, народный художник СССР.
С 1985 года обучался в Московской средней художественной школе имени В. И. Сурикова в классе живописи.
В 1991 году поступил во Всероссийский государственный институт кинематографии имени С. А. Герасимова, где получил по окончании специальность художник-постановщик.
С 1994 по 1999 учился в Академическом правовом университете при Институте государства и права РАН.
В 2005 окончил Московский государственный академический художественный институт имени В. И. Сурикова по специальности художник-живописец.
Является членом-корреспондентом Российской академии художеств, творческого Союза Художников России, Международной Федерации Художников, Международного Художественного Фонда Московского объединения художников. В 2005 году принят в Московский союз художников. В 2006 году стал советником секции «Гуманитарных наук и творчества» Российской Академии Естественных Наук (РАЕН). В 2007 году организовал собственную «Творческую мастерскую А. А. Шилова». А в 2009 стал вице-президентом фонда «ЭкоМир».
24 августа 2011 года в результате падения корабля «Прогресс М-12М» сгорели 10 картин Александра Александровича Шилова, так и не долетев до МКС.

## Звания
- Заслуженный художник Российской Федерации (3 июля 2019 года) — за заслуги в развитии отечественной культуры и искусства, многолетнюю плодотворную деятельность[5]
- Заслуженный художник Республики Дагестан (10 февраля 2016 года) — за заслуги в области искусства и многолетнюю плодотворную работу[6]
- Народный художник Чеченской Республики (25 марта 2015 года) — за выдающиеся заслуги в области изобразительного искусства, создание произведений живописи, получивших общественное признание[7]
- Лауреат Всероссийского конкурса имени Виктора Попкова для членов Международного Художественного Фонда
- Лауреат I степени конкурса Национальной экологической премии «ЭкоМир» за создание серии картин, посвящённых культурно-парковой зоне «Сокольники»
- Член-корреспондент Российской Академии Художеств
- Действительный член Европейской Академии Естественных Наук (Ганновер)

## Награды
- Орден Святой Анны III степени от Главы Российского Императорского Дома (16.02.2011)
- Медаль имени А. Ю. Гагарина Федерации Космонавтики России за заслуги перед отечественной космонавтикой
- «Звезда рекордсмена России» за организацию и проведение первой в мире персональной выставки на Международной Космической Станции

## Работы

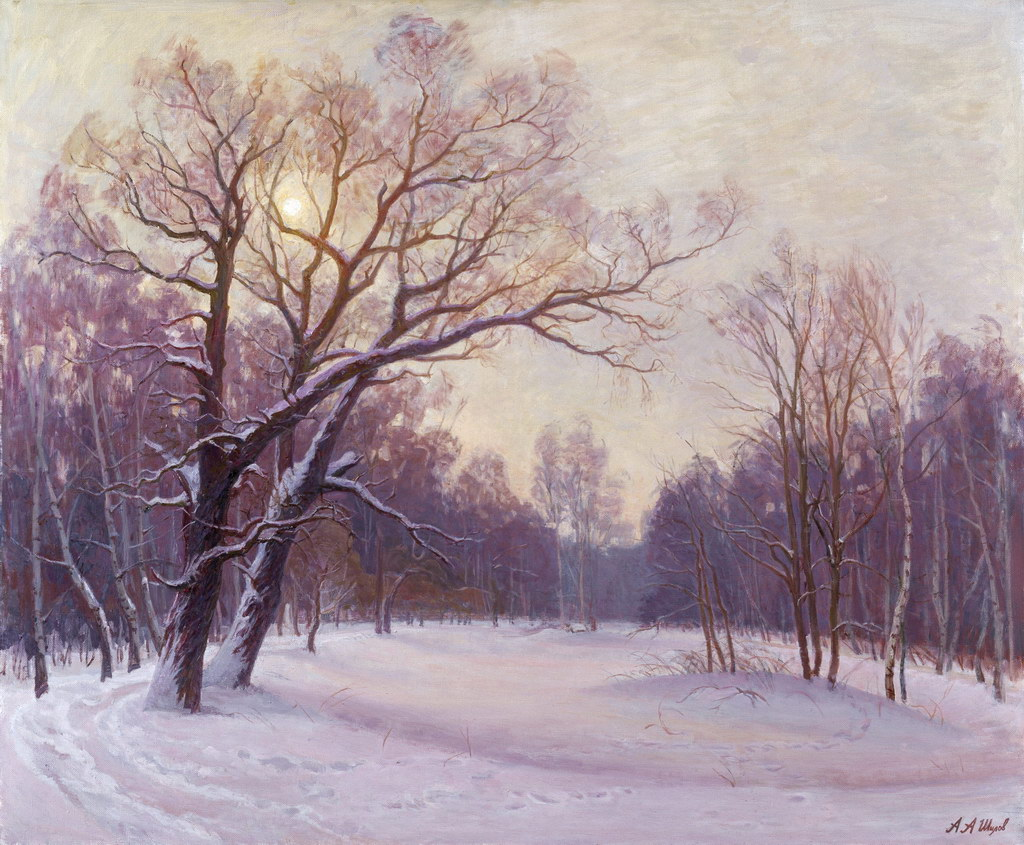
Александр Шилов-мл. Картина «Зимний свет»

- Первый снег
- Весна в Сокольниках
- Сокольники
- Оттепель
- Золотое солнце
- Осенняя аллея
- Зимний вечер
- Прогулка
- Зимний свет
- Весенний свет
- Осень
- Пробуждение
- Зима пришла
- Март
- Летний вечер
- Три сосны
- Березы у воды. Сокольники
- Пруд в Сокольниках
- Березы в Звездном городке (Этюд)
- Пахра
- Три дороги
- Весеннее платье
- Лирика (Этюд)
- Август
- Москва-река
- Подмосковная речка
- Кратово. Тихий вечер
- Рождение весны
- Проблески (Этюд)
- Старые ивы. Осень
- Старые ивы. Лето
- Солнечный день
- Нескучный сад
- Река Лопасня
- Перламутровый снег
- Свежий ветер
- Первая зелень
- Домик Левитана
- Ромашковое поле
- Старые ивы. Весна
- Русские просторы
- На высоте